# Intoshella euplectellae
Intoshella euplectellae är en ringmaskart som först beskrevs av McIntosh 1885.  Intoshella euplectellae ingår i släktet Intoshella och familjen Polynoidae. Inga underarter finns listade i Catalogue of Life.